# Lambert Wilson
Lambert Wilson (sinh ngày 3 tháng 8 năm 1958) là một nam diễn viên, ca sĩ người Pháp.